# Pierre-Joseph Berville
Pour les articles homonymes, voir Berville.
Pierre-Joseph Berville est un homme politique français né le 23 septembre 1751 à Amiens (Somme) et décédé le 1er mars 1832 à Charenton-le-Pont (Val-de-Marne).
Homme de loi sous la Révolution, il est secrétaire général de l'assemblée provinciale de Picardie entre 1782 et 1787. En 1789, il est premier suppléant aux états-généraux, secrétaire du conseil général de la Somme en 1790, administrateur des hospices d'Amiens en l'an IV. Sous le Premier Empire, il est secrétaire général de la préfecture de la Somme. Il est député de la Somme en 1815, pendant les Cent-Jours.

## Sources
- « Pierre-Joseph Berville », dans Adolphe Robert et Gaston Cougny, Dictionnaire des parlementaires français, Edgar Bourloton, 1889-1891 [détail de l’édition]